# Aulacophora leopoldi
Aulacophora leopoldi es un coleóptero de la familia Chrysomelidae.
Fue descrita científicamente por primera vez en 1934 por Laboissiere.